# Milorad Gajović
Milorad Gajović (født 27. juli 1974) er en montenegrinsk amatørbokser, som konkurrerer i vægtklassen sværvægt. Gajović har ingen større internationale resultater, og fik sin olympiske debut da han repræsenterede Montenegro under Sommer-OL 2008. Her blev han slået ud i første runde af Elias Pavlidis fra Grækenland i samme vægtklasse. Han deltog også i VM i 2007 i Chicago, USA hvor han blev slået ud i tredje runde.